# ناحیه نادی‌کوروش
ناحیهٔ نادی‌کوروش (به مجاری: Nagykőrösi járás) یک ناحیه در مجارستان است که در پِشت واقع شده‌است. ناحیهٔ نادی‌کوروش ۳۴۹٫۲۵ کیلومتر مربع مساحت و ۲۷٬۹۷۷ نفر جمعیت دارد.